# 呂威霆
呂威霆（1997年4月16日—）是臺灣男子籃球運動員，現效力於台灣職業籃球大聯盟高雄全家海神，主打中鋒位置。

## 高中生涯
呂威霆高中就讀澎湖海事參加高中籃球聯賽（HBL）乙級聯賽。

## 大學生涯
高中畢業後，身為乙組球員的呂威霆為了獲得更多的上場機會，放棄世新大學的邀請選擇加入由謝玉娟執教的義守大學，與廖浩羽組成「澎湖雙塔」。呂威霆在大專籃球聯賽（UBA）的前兩年較缺乏上場機會，在苦練之下於大三開始擔任球隊主要輪替，並且於2018年入選中華白隊參加瓊斯盃籃球賽。2019年大學畢業後參加第十七季超級籃球聯賽新人選秀會最終落選，呂威霆選擇在義守大學就讀研究所繼續征戰兩年。2021年2月26日，呂威霆因下體遭到師大球員重擊，造成輸精管破裂，緊急手術治療最終無緣參加8強賽，但在4強賽時回歸，並在與健行科大的季軍戰獲得23分、10籃板，他在UBA的最後一年也以平均17.9分、9.4籃板的成績獲得個人獎項得分王。

## 職業生涯
2021年7月加盟T1聯盟高雄海神。2022年夏天入選中華培訓隊參加BE HEROES籃球經典賽與跨聯盟籃球邀請賽。2024年6月高雄全家海神宣布與呂威霆完成續約。

## 國家隊生涯
2023年6月入選2021年世大運男籃賽中華臺北代表隊。

## 外部連結
- 呂威霆的Instagram帳戶
- 呂威霆在台灣職業籃球大聯盟
- 呂威霆在Eurobasket.com（球員）（英语）
- 呂威霆在RealGM（英语）
- 呂威霆在Flashscore（英语）